# Boleng
Boleng is een bestuurslaag in het regentschap Flores Timur van de provincie Oost-Nusa Tenggara, Indonesië. Boleng telt 1027 inwoners (volkstelling 2010).